# 제15회 제천국제음악영화제
제15회 제천국제음악영화제는 2019년 8월 8일에 열린 시상식이다.

## 수상 및 후보

### 롯데 어워드
- 지미 페이지 따라하기 - 피터 마이클 다우드 수상

### 심사위원 특별언급
- 펑크족의 꿈 - 지미 핸드릭스 수상

### 올해의 OST
- 독전 - 달파란 수상

### 올해의 발견
- 여중생A - 수호 수상
- 막다른 골목의 추억 - 수영 수상

### 올해의 영화인
- 기생충 - 봉준호 수상

### 신인음악감독상
- 박화영 - 오도이 수상

### 제천영화음악상
- 임강 수상

### 음악영화 제작지원-제작지원금 1천 2백만원
- 둠둠 - 정원희 수상

### 음악영화 제작지원-제작지원금 1천 만원
- 디바 야누스 - 조은성 수상

### 음악영화 제작지원-제작지원금 5백 만원
- 베러플레이스 - 송현범 수상

### 음악영화 제작지원-제작지원금 4백 만원
- 시동 - 고경수 수상
- 내 33만원짜리 기타 - 이태우 수상

### 음악영화 제작지원-후반작업 지원(음향 마스터링)
- 디바 야누스 - 조은성 수상

### 음악영화 제작지원-후반작업 지원(디지털 색보정)
- 둠둠 - 정원희 수상

### 음악영화 제작지원-해외영화제 출품 지원(영어 번역, 자막)
- 둠둠 - 정원희 수상

### 세계 음악영화의 흐름
- 펑크족의 꿈 - 지미 핸드릭스
- 지미 페이지 따라하기 - 피터 마이클 다우드
- 탱고의 아버지 아스토르 피아졸라 - 다니엘 로젠펠드
- 리듬은 어디에나 - 라지브 메논
- 하챠투리안의 칼춤 - 유수프 라지코프
- 아코디언 연주가의 아들 - 페르난도 베르누에스
- 오래된 이 길 - 사사베 키요시

### 시네마 콘서트
- 꼭두 이야기 - 김태용
- 폴란드 무용수 - 알렉산더 헤르츠
- 이기주의자 - 미콜라 쉬피코프스키

### 한국영화 100년, 시대의 노래
- 별들의 고향 - 이장호
- 가요 반세기 - 김광수
- 라디오 스타 - 이준익
- 서편제 - 임권택
- 푸른 언덕 - 유동일
- 고래 사냥 - 배창호

### 시네 심포니: 장편
- 굿바이, 입술 - 시오타 아키히코
- 동독의 광부 가수 군더만 - 안드레아스 드레센
- 샹송가수 기 자메 - 알렉스 루츠
- 핀란드 메탈밴드 - 유카 비드그렌 외 1명
- 아마르의 환영 - 카비르 초드허리
- 쳇 베이커의 마지막 순간들 - 롤프 반 에릭
- 이집트 DJ 사와 - 아돌프 엘 아살
- 더 컨덕터 - 마리아 피터스
- 바이올린 연주자 - 파보 웨스터버그
- 화이트 크로우 - 랄프 파인즈
- 초연 - 관금붕

### 시네 심포니: 단편
- 4개의 노래 - 클라우스 회프스
- 미씽 비트 - 마리아 압델 카림
- 인민재판 - 마티외 위세노
- 알터에고 - 사베리오 세템브리노
- 아르카디아 - 타케모토 요시노
- 가을, b단조 - 제랄딘 바이스 외 1명
- 노래해! 바사브! - 제니스 오셀르
- 코코 블루 - 하비에르 바딜로
- 전쟁터의 바이올리니스트 - 마리아 코노파토바 블라디미로브나
- 꼭대기로 가는 엘리베이터 - 니키타 리트비노프
- 엘비스 - 안드레아 델라 모니카
- 앙코르 - 코너 가스톤 외 1명
- D단조 환상곡 - 알렉스 미란다 크루즈
- 아버지와 아들 - 토마스 스톡만
- 힙합 - 미셸 레이스
- 잭 화이트 - 코퍼레이션 - 조나단 드비엔느
- 소울의 역사 - 쟝-찰스 엠보띠 마로로
- 인형의 춤 - 레티시아 루아종
- 니나 - 에디슨 리오프리오-바로스
- 노 랩소디 - 케빈 들로벨
- 우리들의 콘서트 - 프란체스코 피라스
- 피아노 레슨 - 이-치엔 양
- 타레가를 추억하며 - 로만 루베르트 베르나트
- 플라멩코 무용수 - 호세 헤레라
- 부재 - 호세 로마스 허버트
- 대결 - 앨리스터 커
- 코끼리의 노래 - 린 토린슨
- 유원경몽 - 웡 지에
- 두 피아니스트 - 폴 게렝 외 1명
- 깡통 오케스트라 - 바이트 헬머
- 트럼펫 솔로 - 베르나베 불네스
- 물고기 오페라단 - 앙투안 마챈드 외 3명
- 비발디 - 겨울 - 테오도르 위셰브
- 음악이 멈출 때 - 프랭크 도난젤로
- 여성 - 조나단 브리즈부아

### 뮤직 인 사이트: 장편
- 망명자 바이올리니스트 아라 말리키안 - 나탈리아 모레노
- 블루노트 레코드 - 소피 허버
- 데이비드 크로스비: 포크 음악의 산증인 - A.J. 이튼
- 재즈 디바 엘라 피츠제럴드 - 레슬리 우드헤드
- 에릭 클랩튼: 기타의 신 - 릴리 피니 자눅
- 익스트림 네이션 - 로이 디판카르
- 총보다 강한 노래 - 미로슬라브 시카비카
- 마일즈 데이비스, 쿨 재즈의 탄생 - 스탠리 넬슨
- 레게의 산실 트로젠 레코드 - 니콜라스 잭 데이비스
- 이다 헨델, 삶의 변주곡 - 크리스틴 제지어
- 우즈벡 로큰롤 - 아슬란 벨리브
- 조앙 질베르토여 어디에? - 조르쥬 가쇼

### 한국 음악영화의 오늘: 장편
- 나의 노래는 멀리멀리 - 현진식
- 고고송 - 홍현정
- 샤이닝그라운드 - 장동주
- 스윙키즈 - 강형철
- 이별의 목적 - 이건우
- Viva la Vida - 이상목
- 레슨중 - 김경래
- 순정만화 - 류장하
- 꽃피는 봄이 오면 - 류장하
- 뷰티플 마인드 - 류장하 외 1명

### 한국 음악영화의 오늘: 단편
- 작가의 시간 - 이병훈
- 쉬는 시간 - 최다니엘
- 별방설비 - 오태경
- 달팽이관 - 허혜솔
- 미지의 왈츠 - 홍용호
- 딸들의 밥상 - 손희송
- Etaa sere, Maasai - 신혜수
- 망치 - 최서윤
- 고마, 강알리! - 정다은
- 라인맨 - 김유준
- 당신의 소년 - 이재일
- 별들은 속삭인다 - 여선화
- 스리스리 - 타임 - 박한샘
- TO DIE BY YOUR SIDE IS SUCH A HEAVENLY WAY TO DIE - 김우진
- 투명한 음악 - 조용기
- 언프리티 영미 - 이영미
- Unprofessional - 김세희
- 낡은 북이 울리면 - 최민영

### 주제와 변주: 장편
- 헤비메탈 정치인 - 마르코 윔즈
- 나의 노래: 메아리 - 정일건
- 풀뿌리들의 노래 - 유다 쿠르니아완
- 우드스탁: 사랑과 평화의 3일 - 마이클 워드라이

### 주제와 변주: 단편
- 팔레스타인 파티 피플 - 제시카 켈리
- 세번째 마디, 세번째 부분 - 더 오톨리스 그룹 외 2명
- 마닐라에서 산다는 것 - 안젤라 스티븐슨